# Tipula (Sinotipula) shastensis
Tipula (Sinotipula) shastensis is een tweevleugelige uit de familie langpootmuggen (Tipulidae). De soort komt voor in het Nearctisch gebied.